# Galatasaray SK
Galatasaray SK (turecky: Galatasaray Spor Kulübü) je turecký sportovní klub sídlící v Istanbulu, zaměřený především na fotbal. Působí však i v atletice, basketbalu, volejbalu, házené, basketbalu vozíčkářů, vodním polu, plavání, veslování, závodu plachetnic, v judu, bridgi, jezdectví a motorsportu. Sportovní klub je jednou z nejvýznamnějších součástí Galatasaray Litesi, čili nejstarší turecké střední školy. Galatasaray je jedním z nejtradičnějším tureckých fotbalových klubů působících v nejvyšší domácí soutěži – Süper Lig. Největšími rivaly jsou istanbulské kluby Fenerbahçe SK a Beşiktaş JK.
Sportovní klub byl založen již v roce 1905 učitelem jménem Ali Sami Yen. Po této významné osobě byl pojmenován i domácí stadion klubu (dnes Türk Telekom Arena). Kapacita tohoto moderního stánku z roku 2010 je více než 52 000 sedících diváků. Fotbalový tým Galatasaray je jedním z nejlepších týmů v turecké historii. Jako doposud jediný turecký tým zvítězil v některém z evropských pohárů. V úspěšné sezoně 1999/2000 zvítězil v Poháru UEFA, když ve finále porazil po penaltovém rozstřelu anglický Arsenal FC. Jen o několik měsíců později zvítězil v Superpoháru UEFA, kdy předčil vítěze Ligy mistrů Real Madrid.
V domácích soutěžích má Galatasaray na kontě 24 mistrovských titulů ze Süper Lig (rekord), 18 vítězství v tureckém poháru (rekord) a 16 vítězství v tureckém Superpoháru (rekord). Tyto úspěchy činí z Galatasaraye nejúspěšnější turecký klub historie.
Mezi nejvýznamnější úspěchy Galatasaraye v ostatních sportech patří vítězství İhsana Emre Vurala a Ahmeta Yumrukaya, kteří se stali prvními tureckými mistry světa v roce 2004 na mistrovství světa ve veslování v Poznani, Polsko. Tým basketbalistů vozíčkářů zvítězil v letech 2008 a 2009 ve světovém poháru, v roce 2008 vyhráli též soutěž zvanou Kitakyushu Cup a stali se tak mistry světa. Ženský basketbalový tým zvítězil v roce 2009 v soutěži FIBA Eurocup.

## Historie

### Počátky klubu

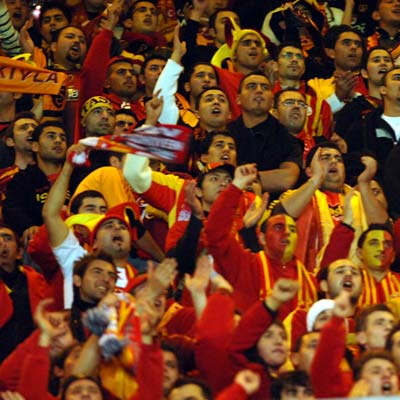
Fanoušci Galatasaray SK, kteří jako jediní turečtí slavili zisk velké evropské trofeje. V roce 2000 to byl Poháru UEFA a Superpohár UEFA

Sportovní klub Galatasaray byl založen na podzim roku 1905 studenty lycea Galatasaray (výběrová střední škola založená roku 1481) jako fotbalový klub. Prvním prezidentem klubu Galatasaray byl Ali Sami Yen. Jejich první zápasem byl fotbalový souboj s týmem školy Kadıköy. V tomto zápase GS tým vyhrál 2-0. O názvu klubu se vedly dlouhé diskuse, ve kterých padaly návrhy jako například Gloria nebo Audace (kuráž), ale nakonec zvítězil právě název Galatasaray.
Podle Cem Atabeyoğlu, který historii Galatasaray zkoumal, získal klub Galatasaray jméno při jednom ze svých prvních zápasů. Při tomto zápase vyhrál klub Galatasaray 2-0 nad klubem Rûm a diváci vítěze pojmenovali jako "Galata Sarayı efendileri" (gentlemani z Galata paláce). Právě tato událost prý vedla k přijetí názvu Galatasaray. Protože v roce 1905, v období Osmanské říše, ještě nefungovala oficiální registrace sportovních klubů, byl klub Galatasaray oficiálně registrován až v roce 1912.
Nejprve byly barvami Galatasaray červená a bílá, stejně jako barvy turecké vlajky. A to přestože v době vzniku nebyla turecká republika ještě založena. Později byla však tato podobnost zdrojem mnohých problémů, a proto byly barvy změněny na žlutou a tmavě modrou, a to do roku 1907. V roce 1908 byly vybrány nové barvy, červená a žlutá. Ali Sami Yen k tomu řekl:" Představovali jsme si zář žluté a rudý žár ohně nad naším týmem. Tato kombinace nás musí vést od jednoho vítězství k druhému."

### Od založení Süper Lig
Zatímco se začal turecký fotbal plně rozvíjet, vyhrál tým Galatasaray patnáctkrát Istanbulskou ligu,
šestkrát Nedělní ligu a třikrát Páteční ligu, to vše do roku 1952. Po vyčlenění profesionálního fotbalu v roce 1952 se hrála první turecká profesionální, avšak ještě ne národní, liga. Během devíti let existence této soutěže získala Galatasaray 7 titulů.
První turecká profesionální liga (dnes Süper Lig) se hraje od roku 1959. Tato liga je vrcholem systému fotbalových soutěží v Turecku a je také nejpopulárnější sportovní soutěží v této zemi. Tým Galatasaray se účastnil všech ročníků této ligy a vyhrál 22× v této soutěži zvítězil.
Turecká fotbalová federace začala v sezoně 1962-63 pořádat Turecký pohár (později Fortis Turkey Cup) za účelem kvalifikace tureckých týmů do Evropské ligy UEFA. Galatasaray se účastnila všech ročníků a získala celkem 14 trofejí za vítězství, což je platný historický rekord.

### Směr Evropa
Galatasaray jako vůbec první turecký tým vstoupila do evropských fotbalových soutěží. V jednom z prvních ročníků Poháru mistrů evropských zemí (PMEZ) – 1956/57 – byla vyřazena v předkole rumunským Dinamem Bukurešť. Přesto týmu z Istanbulu náležela prvenství prvního vstřeleného gólu v Evropě i prvního vítězného zápasu.
Po šesti letech se Galatasaray vydala do Evropy znovu, kdy platil za vydařený ročník 1962/63. Tým okolo tehdejší hvězdy Metina Oktaye překonal napodruhé právě rumunské Dinamo a v dalším kole si poradil s polskou Polonií Bytom. Ve čtvrtfinále si Turci již nedokázali poradit s AC Milán, se kterým ve dvojzápase prohráli celkem 1:8. V ročníku 1964/65 si turecký tým poprvé vyzkoušel jinou soutěž, a to Pohár vítězů pohárů.
Mezi roky 1984 až 1987 byl tým trénován německým koučem Juppem Derwallem, jehož moderní metody pomohly k zisku mistrovského titulu v ročníku 1986/87, pro Galatasaray po 14 letech. V té době hrál za tým mimo jiné Fatih Terim, pozdější trenér. Po Derwallovi převzal roli trenéra jeho asistent Mustafa Denizli.
Ten v sezóně 1988/89 dosáhl semifinále PMEZ, do té doby nejlepší výsledek tureckého týmu na evropské půdě. Proti Neuchâtelu dokázali Denizliho svěřenci dohnat manko 0:3 a doma zvítězili 5:0 a postoupili.
V roce 1992 se stal posilou útočník Hakan Şükür, budoucí klubová i reprezentační legenda. Následující rok se Galatasaray představilo v novodobé Lize mistrů, poté co odepřelo skupinovou účast Manchesteru United. V konkurenci Barcelony, Monaka a Spartaku Moskva do vyřazovacích bojů neproniklo. Další rok se opakovaly konfrontace s Manchestertem United a Barcelonou a ani jeden z nich v Istanbulu nevyhrál. Galatasaray znovu dále neproniklo.
Posléze se trenérského postu chopil Graeme Souness, který v euforii po vítězství ve finále tureckého národního poháru nad Fenerbahçe zapíchl klubovou vlajku do středového kruhu soupeřova hřiště.
Od roku 1996 do roku 2000 náležela trenérská funkce Fatihu Terimovi. K mužstvu nakročil v podobné době jako 31letá rumunská hvězda Gheorghe Hagi, který se záhy uvedl dvěma góly proti Vansporu při svém debutovém utkání. Hagiho konečná bilance 14 ligových gólů napříč 30 zápasy přisoudila po třech letech titul Galatasarayi, a to osm bodů před druhým Beşiktaşem.
Mimo to se stal nejlepším nahrávačem turecké ligy a i díky němu dosáhl hrotový útočník Hakan Şükür 37 ligových gólů.
Rumunský fotbalista ve dresu s číslem 10 se stal v Istanbulu ikonou a ve druhé sezóně pomohl Terimovi titul obhájit, tentokrát čtyři body před Fenerbahçe. Úspěšná éra pokračovala dalšími dvěma tureckými tituly.
V ročníku 1999/2000 se Galatasaray zúčastnilo skupinové fáze Ligy mistrů, nepostoupilo však a mělo si zahrát „jen“ Pohár UEFA. Přes Bolognu, Borussii Dortmund a Mallorcu se posunulo do semifinále, kde narazilo na Leeds United a celkovým výsledkem 4:2 si zajistilo účast ve finále. Vypjaté duely obou týmů si vyžádaly lidské životy, dva příznivci anglického Leedsu byli v Istanbulu zavražděni.
V Kodani se svěřenci Fatiha Terima setkali s Arsenalem. Utkání se prodlužovalo a v samotném prodloužení byl vyloučen Hagi, Şükür, Korkmaz, Buruk a další ale nepadli a došlo tudíž na penaltový rozstřel. V něm uspělo poměrem 4:1 mužstvo z Turecka.

### Po roce 2000
Roku 2005 se stal trenérem Belgičan Eric Gerets a ve své premiérové sezóně získal s Galatasaray titul. Druhou sezónu ale s klubem zažil nepovedený start, při kterém Galatasaray v superpoháru podlehl Beşiktaşi. Tým posílil japonský záložník Džun’iči Inamoto.
V červnu 2009 byl na post trenéra dosazen Frank Rijkaard, jehož cílem měl být zisk titulu nejen na úkor úřadujícího Beşiktaşe. Istanbulský velkoklub uvolnil prostředky na posily, díky nimž dorazili např. křídelní útočník Abdul Kader Keïta či Elano. Přestože uvedený cíl splněný nebyl, dostal Rijkaard důvěru vedení i do další sezóny. Po nezdařilém startu na domácí i evropské scéně byl ale v říjnu 2010 odvolán, Galatasaray mimo jiné padlo v play-off Evropské ligy proti Lvovu.
Dalšími renomovanými trenéry, jimž turecké prostředí nesedělo, byli Cesare Prandelli v roce 2014, před ním pak jiný Ital Roberto Mancini, jenž v Istanbulu vydržel jen sezónu 2013/14.

## Úspěchy

### Vyhrané domácí soutěže
- Süper Lig ( 24× )

(1961/62, 1962/63, 1968/69, 1970/71, 1971/72, 1972/73, 1986/87, 1987/88, 1992/93, 1993/94, 1996/97, 1997/98, 1998/99, 1999/00, 2001/02, 2005/06, 2007/08, 2011/12, 2012/13, 2014/15, 2017/18, 2018/19, 2022/23, 2023/24)
- Türkiye Kupası (pohár) ( 18× )

(1963, 1964, 1965, 1966, 1973, 1976, 1982, 1985, 1991, 1993, 1996, 1999, 2000, 2005, 2014, 2015, 2016, 2019)
- TFF Süper Kupa (Superpohár) ( 16× )

(1966, 1969, 1972, 1982, 1987, 1988, 1991, 1993, 1996, 1997, 2008, 2012, 2013, 2015, 2016, 2019)
- Başbakanlık Kupası ( 5× )

(1975, 1979, 1986, 1990, 1995)
- İstanbul Şildi ( 1× )

(1932/33)
- İstanbul Kupası ( 2× )

(1942, 1943)

### Vyhrané mezinárodní soutěže
- Evropská liga UEFA ( 1× )

(1999/00)
- Superpohár UEFA ( 1× )

(2000)

## Původ názvu klubu
Samotný název Galatasaray pochází ze složeniny dvou slov Galata a Saray. Slovo saray v překladu znamená Palác (saray = palác). Galata je zase název poutního místa, středověké citadely, která se nachází blízko školy Galatasaray Litesi.

## Stadion

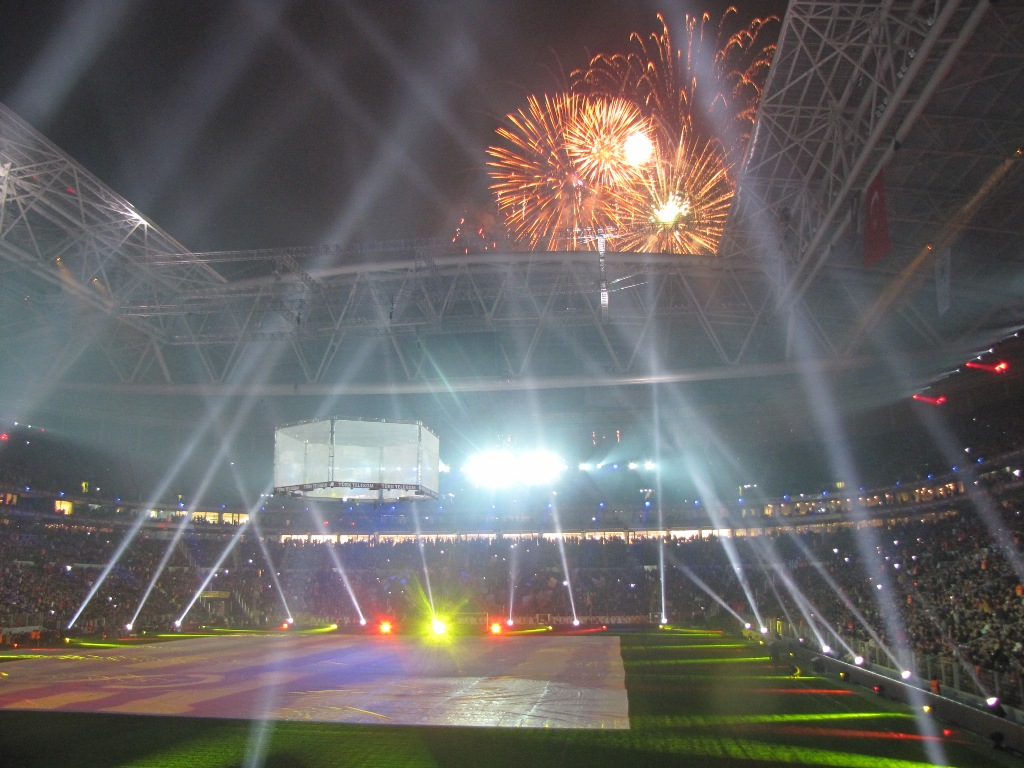
Nová Türk Telekom Arena

V prvních letech hrál tým Galatasaray na různých hřištích, protože v Istanbulu v té době nebyly žádné stadiony. V roce 1921, byl otevřen první stadion, Taksim Stadium. Na tomto stadionu hrál fotbalový klub Galatasary do roku 1940. Když byl starý Taksim stadion zdemolován, klub Galatasaray se rozhodl postavit velký moderní stadion. Avšak kvůli druhé světové válce byla stavba zdržena o více než dvě desetiletí. V té době hrál klub Galatasaray na stadionu İnönü Stadium.
20. prosince 1964 byl otevřen stadion Ali Sami Yen Stadium. Tento stadion byl pojmenován podle zakladatele klubu. Tento stadion se nachází v Mecidiyeköy, což je část oblasti Şişli v centru města. V roce 1964 byla kapacita stadionu přes 35 tisíc diváků. Dnes však kvůli bezpečnostním opatřením může na tento stadion maximálně 24 990 diváků.
Po roce 2002, kdy byl vybudován Atatürk Olympic Stadium pro účely olympijských her v Istanbulu, začal klub Galatasaray hrát právě zde. Na tomto místě byl pokořen rekord v divácké účasti na fotbalovém zápase, když se jednoho zápasu zúčastnilo 82 tisíc diváků. Stále si však stadion Ali Sami Yen ponechal svou důležitost pro klub Galatasaray, a to přestože je malý a starý.
Nová Türk Telekom Arena byla otevřena v říjnu 2010 a stala se novou klubovou základnou. Kapacita nového stadionu je 52 652 míst k sezení. Na koncerty by mohla dosáhnout až 70 000. Tento stadion je první částí připravovaného Ali Sami Yen komplexu v Aslantepe v Istanbulu. Tento komplex bude také obsahovat multifunkční sportovní halu pro 15 500 sedících diváků, tzv. Arena complex, která by měla sloužit pro basketbal, házenou a volejbal.

## Zajímavosti
Od roku 1998 zazní na stadionu po každém gólu Galatasaray úryvek z písně I will survive od Hermes house band. Skutečnost, že je tato píseň v anglickém jazyce není problémem, a to proto, že úryvek, který se po gólu hraje obsahuje jen "la la la la" text. Je tomu tak proto, aby byla usnadněna spoluúčast fanoušků na oslavě právě vstřeleného gólu.

## Soupiska
Aktuální k: 16. květen 2020
| Číslo |                   | Pozice | Hráč                                  |
| ----- | ----------------- | ------ | ------------------------------------- |
| 1     | Uruguay           | B      | Fernando Muslera (kapitán)            |
| 5     | Turecko           | Z      | Eyüp Aydın                            |
| 6     | Kolumbie          | O      | Davinson Sánchez                      |
| 7     | Turecko           | Z      | Kerem Aktürkoğlu (zástupce kapitána)  |
| 8     | Německo           | Z      | Kerem Demirbay                        |
| 9     | Argentina         | Ú      | Mauro Icardi                          |
| 10    | Belgie            | Ú      | Dries Mertens                         |
| 14    | Pobřeží slonoviny | Ú      | Wilfried Zaha                         |
| 17    | Německo           | O      | Derrick Köhn                          |
| 18    | Turecko           | Z      | Berkan Kutlu                          |
| 19    | Turecko           | B      | Günay Güvenç                          |
| 20    | Brazílie          | Z      | Tetê                                  |
| 22    | Maroko            | Z      | Hakim Zijach (na hostování z Chelsea) |
| 23    | Turecko           | O      | Kaan Ayhan                            |

| Číslo |                   | Pozice | Hráč                                                |
| ----- | ----------------- | ------ | --------------------------------------------------- |
| 25    | Dánsko            | O      | Victor Nelsson                                      |
| 27    | Portugalsko       | Z      | Sérgio Oliveira                                     |
| 34    | Uruguay           | Z      | Lucas Torreira                                      |
| 42    | Turecko           | O      | Abdülkerim Bardakcı                                 |
| 50    | Turecko           | B      | Jankat Yılmaz                                       |
| 53    | Turecko           | Z      | Barış Yılmaz                                        |
| 56    | Turecko           | Z      | Baran Demiroğlu                                     |
| 58    | Turecko           | O      | Ali Yeşilyurt                                       |
| 72    | Turecko           | O      | Ali Bülbül                                          |
| 81    | Turecko           | Z      | Hamza Akman                                         |
| 83    | Turecko           | Z      | Efe Akman                                           |
| 91    | Francie           | Z      | Tanguy Ndombélé (na hostování z Tottenhamu Hotspur) |
| 92    | Pobřeží slonoviny | O      | Serge Aurier                                        |
| 95    | Brazílie          | Ú      | Carlos Vinícius (na hostování z Fulhamu)            |

## Vedení klubu

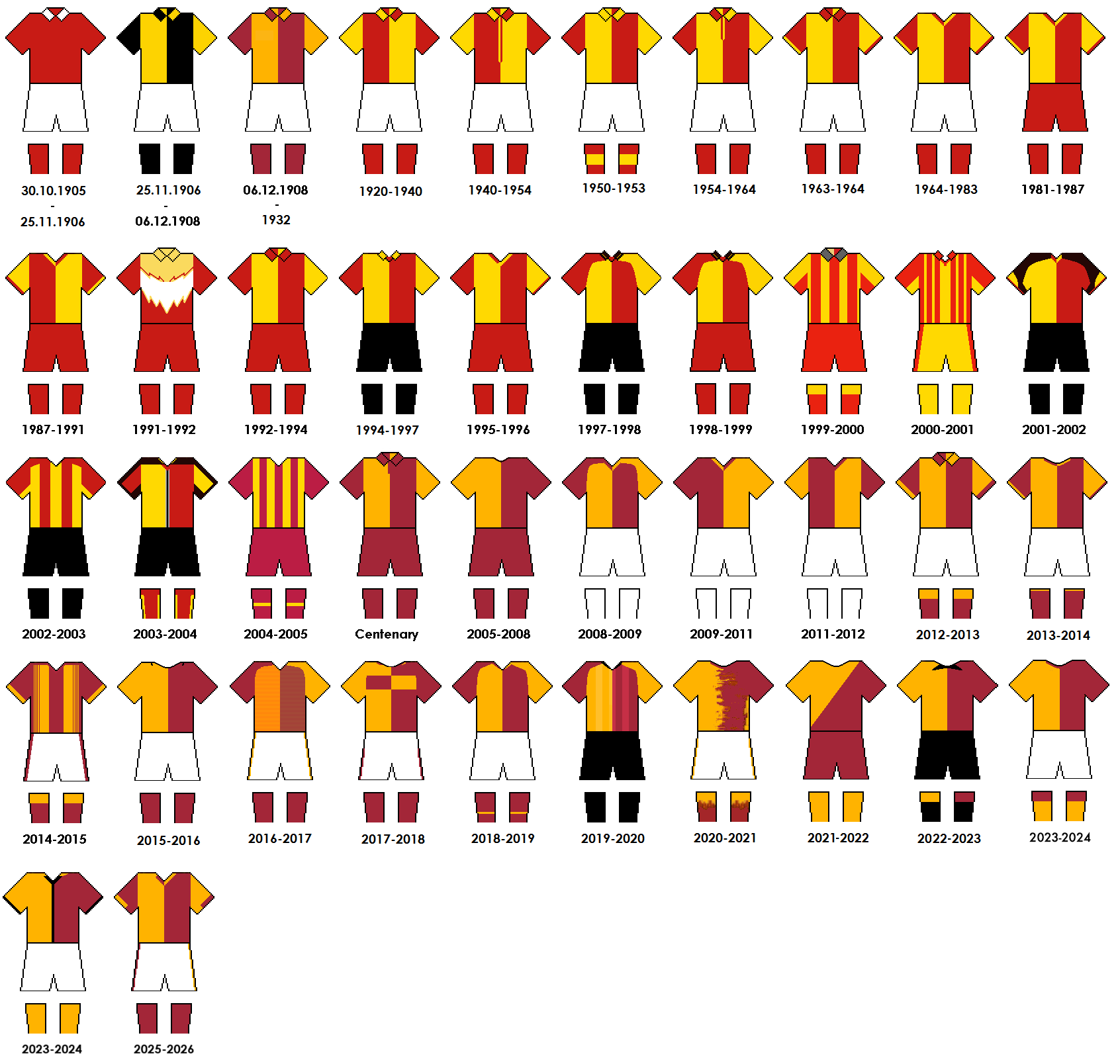
Vývoj vzhledu dresu

| Position         | Name             |
| ---------------- | ---------------- |
| Trenér           | Hamza Hamzaoğlu  |
| Asistent trenéra | Yıldırım Uran    |
| Asistent trenéra | Fuat Buruk       |
| Asistent trenéra | İsa Turan        |
| Kondiční trenér  | Serkan Salman    |
| Trenér brankařů  | Cláudio Taffarel |
| Trenér brankařů  | Metin Mert       |
| Chief Scout      | Emre Utkucan     |

| od - do   | Jména           |
| --------- | --------------- |
| 1986–90   | Ali Sami Yen    |
| 1990–96   | Alp Yalman      |
| 1996–01   | Faruk Süren     |
| 2001–02   | Mehmet Cansun   |
| 2002–08   | Özhan Canaydın  |
| 2008–11   | Adnan Polat     |
| 2011–2014 | Ünal Aysal      |
| 2014–2015 | Duygun Yarsuvat |
| 2015-     | Dursun Özbek    |

## Významní hráči
- Hakan Şükür (1992–2000, 2003–2008)
- Gheorghe Hagi (1996–2001)
- Arda Turan (2005–2011, 2020–)
- Milan Baroš (2008–2013)

## Graf vývoje umístění klubu

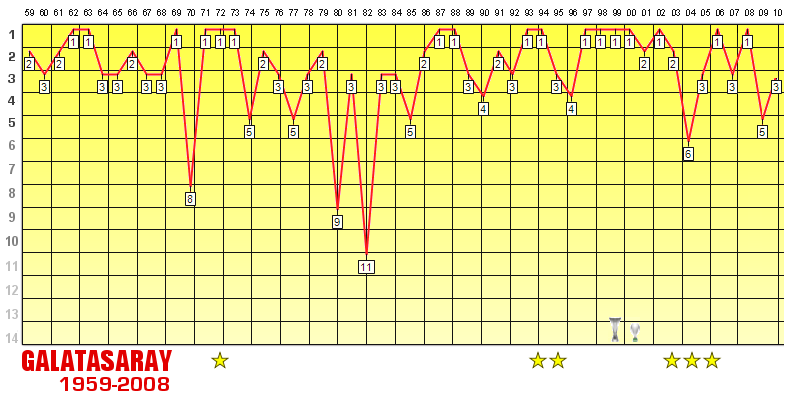